# Свенциці (Малопольське воєводство)
Сьвенцице (пол. Święcice) — село в Польщі, у гміні Слабошув Меховського повіту Малопольського воєводства.
Населення — 262 особи (2011).
У 1975—1998 роках село належало до Келецького воєводства.

## Демографія
Демографічна структура станом на 31 березня 2011 року:
|          | Загалом | Допрацездатний вік | Працездатний вік | Постпрацездатний вік |
| -------- | ------- | ------------------ | ---------------- | -------------------- |
| Чоловіки | 125     | 25                 | 86               | 14                   |
| Жінки    | 137     | 26                 | 73               | 38                   |
| Разом    | 262     | 51                 | 159              | 52                   |